# Плесецький район
Плесе́цький муніципа́льний райо́н — адміністративна одиниця Росії, Архангельська область. До складу району входять 8 міських та 9 сільських поселень, разом — 17 поселень. Адміністративний центр — селище міського типу Плесецьк.
| Росія | Це незавершена стаття з географії Росії. Ви можете допомогти проєкту, виправивши або дописавши її. |